# Sant'Antonio in Bosco
Sant'Antonio in Bosco, già S. Antonio in Selva, (Boršt in sloveno) è una frazione del comune di San Dorligo della Valle (TS).

## Monumenti e luoghi d'interesse

### Chiesa parrocchiale

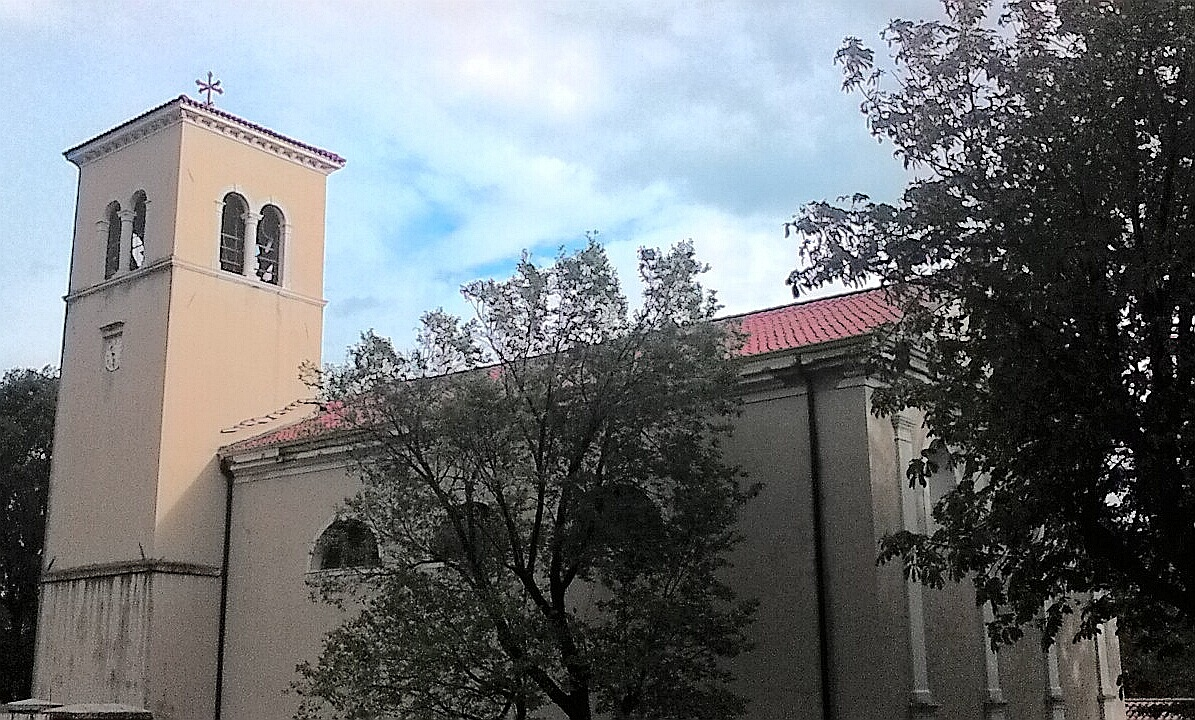
La chiesa

La chiesa parrocchiale, dedicata a sant'Antonio Abate, venne costruita tra il 1841 e il 1845 e consacrata nel 1847.

### Ex stazione ferroviaria

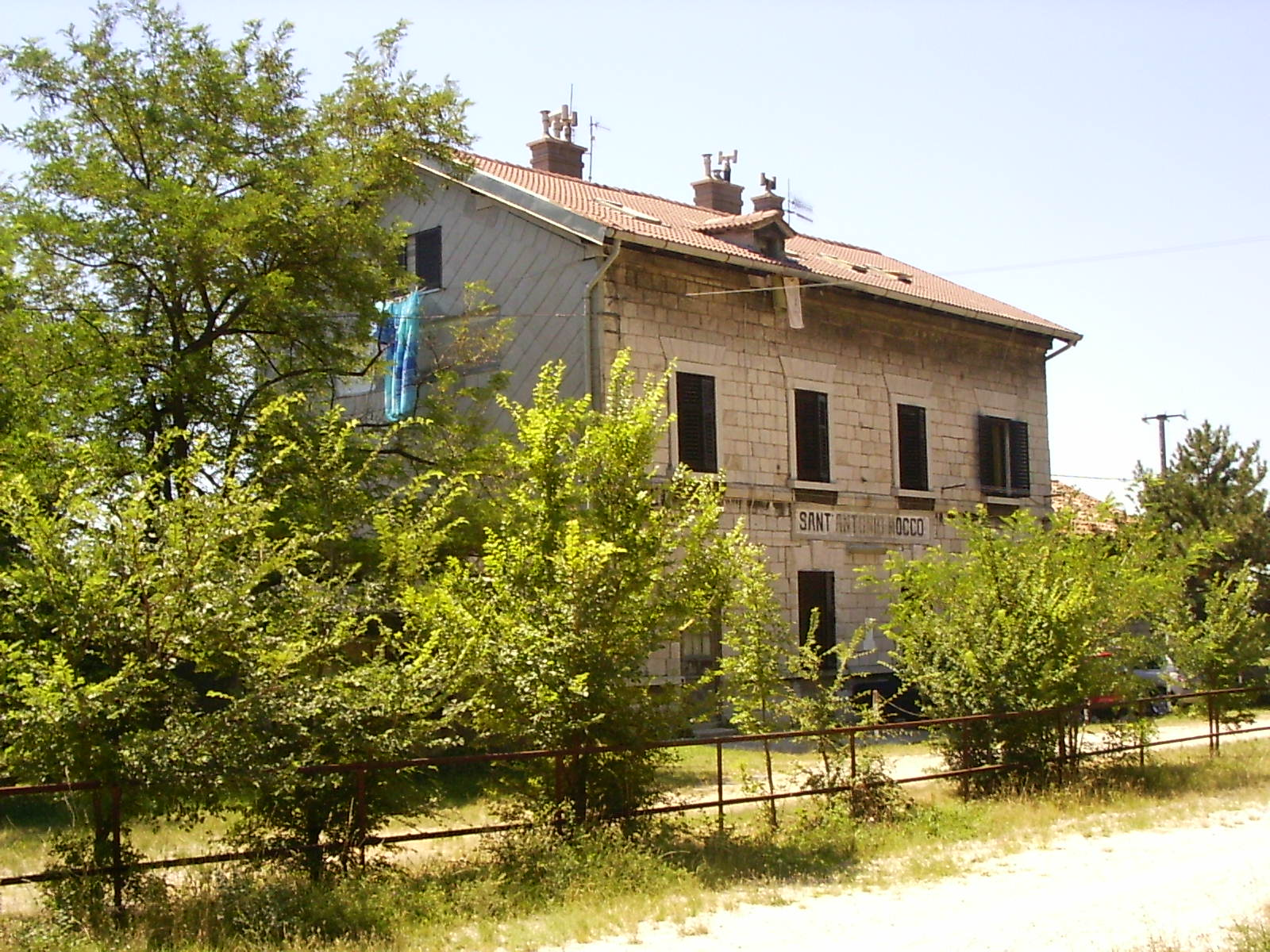
L'ex stazione

Attivata nel 1887, l'antica stazione di Sant'Antonio-Moccò venne dismessa alla fine degli anni cinquanta assieme al resto della ferrovia Trieste-Draga Sant'Elia.